# الکرک (سوریه)
الکرک (به عربی: الکرک الشرقی) یک منطقهٔ مسکونی در سوریه است که در استان درعا واقع شده‌است. الکرک ۱۰٬۵۱۰ نفر جمعیت دارد.